# Memorias de Leticia Valle (película)
Memorias de Leticia Valle es una película española dirigida por Miguel Ángel Rivas basado en la novela homónima de Rosa Chacel.

## Argumento
Leticia Valle (Emma Suárez) es una adolescente de un pueblo de Castilla la Vieja de 1912. Tiene que emigrar a Suiza a casa de sus tíos debido al suicidio repentino de su profesor.
- Datos: Q6010072